# Arcuator jacobsi
Arcuator jacobsi är en tvåvingeart som först beskrevs av Tonnoir 1921.  Arcuator jacobsi ingår i släktet Arcuator och familjen fritflugor. Inga underarter finns listade i Catalogue of Life.